# پیکو دو سائو تومه
پیکو دو سائو تومه (به لاتین: Pico de São Tomé) یک آتشفشان سپری و کوه در سائوتومه و پرنسیپ است که در Lembá واقع شده‌است. پیکو دو سائو تومه ۲٬۰۲۴ متر بالاتر از سطح دریا واقع شده‌است.